# فرقة الأخوات (مسلسل تلفزيوني)
فرقة الأخوات (بالكورية: 언니는 살아있다)؛ هو مسلسل تلفزيوني كوري جنوبي من إنتاج سنة 2017. بث على قناة إس بي إس كل يوم السبت في الساعة 20:45 و 21:55 بتوقيت كوريا الجنوبية (حلقتان في اليوم).

## القصة
كانغ ها-ري (كيم جو هيون) ذات الشخصية الرائعة تعمل دوام جزئي في متجر اكسسوارات وتجميل الأظافر. مين ديول-ري (جانغ سيو-هي) كانت ممثلة مشهورة، لكنها أصبحت غير مشهورة هذه الأيام. كيم ايون-هانغ (اوه يون-اه) كانت تعمل سكرتيرة قبل أن تلد ابنتها، لكنها الآن تقوم بالتركيز على رعاية ابنتها وتربيتها. الثلاث نساء السابق ذكرهن يفقدن معظم أحبائهن في نفس الوقت، وعلى الرغم أنهم لا يربطهم أي رابط إلا أنهن يعتمدن على بعضهن بعضًا لتخطي كل الأوقات الصعبة.

## بطولة
- جانغ سيو هي في دور مين ديول ري[5][6][7][8]

ممثلة مشهورة تراجعت شعبيتها، غير ناضجة ومجرد عبئ على والدتها التي تفعل كل شيء لها، لاحقا تسعى للانتقام لي والدتها التي ماتت أثناء محاولتها لحماية ابنتها من اعتداء مطارد، كانت سيارة الإسعاف التي كانت ستنقذ والدتها متورطة في حادث تحطم عدة سيارات بسبب أمراة مجهولة أختفت بعد الحادث.
- أوه يون آه في دور كيم أيون هانغ

سكرتيرة سابقة لشركة خاصة، وأم محبة لابنتها آه ريوم البالغة من العمر سبع سنوات، تسعى للانتقام لابنتها التي ماتت في حريق منزل، حيث ترك تشو تاي سو زوجها، ابنتهما تنام بشمعة مضاءة، شاحنة الإطفاء التي كانت ستنقذ أه ريوم كانت متورطة في حادث تصادم عدة سيارات في نفس الحادث الذي كان سبب تأخرة سيارة الإسعاف.
- كيم جو هيون في دور كانغ ها ري

يتيمة ورثت محل والديها وتربي أختها المراهقة، توفي زوجها في حادث سيارة يوم زفافهما، انقلبت سيارة الإسعاف التي كانت ستقل زوجها إلى المستشفى في نفس حادث تحطم عدة سيارات.
- كيم دا سوم في دور يانغ داهي / سارة بارك

فتاة طموحة، بعد تعرضها لسوء المعاملة تحت توظيف سارا بارك، والمشاجرة بينهما التي تركت سارة بارك في غيبوبة، تعود يانغ دال هي إلى كوريا الجنوبية وتحصل على هوية جديدة وهي هوية سارة بارك، كذلك هي صديقة سيول كي تشان السابقة، وقد سرقت البابونج وباعته إلى جو سي كيونغ من شركة روبي كوسميتك، وهي المسؤولة عن حادث تحطم عدة سيارات، لقد تبرأت من أختها الصغرى جين هونغ شي، إنها عازمة على الزواج من جوو سي جوون، لأنه وريث روبي كوسميتك.
- لي جي هون في دور سيول كي تشان

رجل أعمال لامع، لكنه نشأ في دار للأيتام، سرقت صديقته السابقة يانغ دال هي مصل الخاص به المشتق من البابونج.
- تشو يون هو في دور جوو سي جون

الابن لغير الشرعي لرئيس شركة روبي كوسميتك جو بيل موو والخادمة السيدة لي، يعتمد بشدة على جدته سا جوون جا، للحصول على الدعم، أصبح لاحقًا معجبًا بـ كانغ ها ري.
- سون يو أيون في دور جو سي كيونغ

ابنة جوو بيل مو، وهي نائبة مدير ووريثة روبي كوسميتك، لديها علاقة غرامية مع تشو تاي سوو لمدة ثلاث سنوات، وهي والدة يونغ ها، وهي أحد المتورطين في وفاة زوج ها ري.

## المشاهدات
حققت الحلقة الاخيرة أكثر من 4.6 مليون مشاهدة مع نسبة 23.7٪ على مستوى البلاد.
| حلقة # | تاريخ البث الأصلي | تقييمات TNmS      | تقييمات TNmS               | تقييمات نيلسن كوريا | تقييمات نيلسن كوريا        |
| حلقة # | تاريخ البث الأصلي | على الصعيد الوطني | منطقة العاصمة الوطنية سيول | على الصعيد الوطني   | منطقة العاصمة الوطنية سيول |
| ------ | ----------------- | ----------------- | -------------------------- | ------------------- | -------------------------- |
| 1      | 15 أبريل 2017     | 6.1٪ (التاسع عشر) | 6.4٪ (16)                  | 6.6٪ (الرابع عشر)   | 7.1٪ (الرابع عشر)          |
| 2      | 15 أبريل 2017     | 8.0٪ (العاشر)     | 8.6٪ (الثامن)              | 8.7٪ (السابع)       | 9.4٪ (السادس)              |
| 3      | 22 أبريل 2017     | 6.1٪ (17)         | 7.0٪ (15)                  | 6.1٪ (17)           | 6.8٪ (15)                  |
| 4      | 22 أبريل 2017     | 8.8٪ (العاشر)     | 9.7٪ (السادس)              | 8.5٪ (التاسع)       | 9.2٪ (السابع)              |
| 5      | 29 أبريل 2017     | 6.0٪ (16)         | 7.3٪ (الثاني عشر)          | 6.5٪ (15)           | 6.6٪ (الرابع عشر)          |
| 6      | 29 أبريل 2017     | 9.3٪ (التاسع)     | 11.2٪ (الرابع)             | 10.1٪ (الرابع)      | 10.3٪ (الخامس)             |
| 7      | 6 مايو 2017       | 6.8٪ (13)         | 7.5٪ (الحادي عشر)          | 7.1٪ (الرابع عشر)   | 7.7٪ (الثاني عشر)          |
| 8      | 6 مايو 2017       | 11.1٪ (الثالث)    | 12.5٪ (الثالث)             | 12.2٪ (الرابع)      | 13.4٪ (الثالث)             |
| 9      | 13 مايو 2017      | 6.5٪ (الرابع عشر) | 7.3٪ (13)                  | 6.7٪ (15)           | 7.2٪ (الثالث عشر)          |
| 10     | 13 مايو 2017      | 10.5٪ (الخامس)    | 10.8٪ (الخامس)             | 12.0٪ (الثاني)      | 12.6٪ (الثاني)             |
| 11     | 20 مايو 2017      | 8.1٪ (العاشر)     | 8.7٪ (الخامس)              | 8.7٪ (السابع)       | 9.2٪ (الخامس)              |
| 12     | 20 مايو 2017      | 9.4٪ (السادس)     | 10.6٪ (الثالث)             | 10.9٪ (الثاني)      | 11.5٪ (الثاني)             |
| 13     | 27 مايو 2017      | 6.4٪ (15)         | 7.9٪ (الثامن)              | 7.1٪ (الثالث عشر)   | 7.8٪ (العاشر)              |
| 14     | 27 مايو 2017      | 10.5٪ (الرابع)    | 10.5٪ (الثالث)             | 12.6٪ (الثاني)      | 13.9٪ (الثاني)             |
| 15     | 3 يونيو 2017      | 7.5٪ (الثالث عشر) | 9.0٪ (السادس)              | 7.4٪ (13)           | 7.6٪ (الحادي عشر)          |
| 16     | 3 يونيو 2017      | 12.7٪ (الثاني)    | 13.7٪ (الثاني)             | 13.4٪ (الثاني)      | 14.1٪ (الثاني)             |
| 17     | 10 من حزيران 2017 | 7.1٪ (الثاني عشر) | 8.0٪ (السابع)              | 7.9٪ (الثامن)       | 8.6٪ (السابع)              |
| 18     | 10 من حزيران 2017 | 12.0٪ (الثاني)    | 12.6٪ (الثالث)             | 12.4٪ (الثاني)      | 13.3٪ (الثاني)             |
| 19     | 17 يونيو 2017     | 6.6٪ (15)         | 7.2٪ (العاشر)              | 7.3٪ (الثاني عشر)   | 7.7٪ (التاسع)              |
| 20     | 17 يونيو 2017     | 11.2٪ (الثاني)    | 12.2٪ (الثالث)             | 12.6٪ (الثاني)      | 12.9٪ (الثالث)             |
| 21     | 24 يونيو 2017     | 6.7٪ (17)         | 7.9٪ (العاشر)              | 6.7٪ (18)           | 7.1٪ (الرابع عشر)          |
| 22     | 24 يونيو 2017     | 11.4٪ (الثالث)    | 13.1٪ (الثاني)             | 12.5٪ (الثالث)      | 13.4٪ (الثاني)             |
| 23     | 1 يوليو 2017      | 7.2٪ (الرابع عشر) | 8.0٪ (الحادي عشر)          | 8.4٪ (العاشر)       | 9.0٪ (التاسع)              |
| 24     | 1 يوليو 2017      | 10.9٪ (الخامس)    | 11.2٪ (الرابع)             | 13.6٪ (الثاني)      | 14.3٪ (الثاني)             |
| 25     | 8 يوليو 2017      | 9.8٪ (التاسع)     | 10.4٪ (السادس)             | 9.5٪ (الثامن)       | 10.4٪ (السادس)             |
| 26     | 8 يوليو 2017      | 15.0٪ (الثاني)    | 15.7٪ (الثالث)             | 14.4٪ (الثالث)      | 15.7٪ (الثالث)             |
| 27     | 15 يوليو 2017     | 9.0٪ (الثاني عشر) | 10.8٪ (السادس)             | 9.2٪ (العاشر)       | 10.2٪ (السابع)             |
| 28     | 15 يوليو 2017     | 14.5٪ (الثالث)    | 16.0٪ (الثالث)             | 15.5٪ (الثاني)      | 16.8٪ (الثاني)             |
| 29     | 22 يوليو 2017     | 9.6٪ (الثامن)     | 10.8٪ (الخامس)             | 10.2٪ (الخامس)      | 11.5٪ (الخامس)             |
| 30     | 22 يوليو 2017     | 15.8٪ (الثاني)    | 16.8٪ (الثاني)             | 17.9٪ (الثاني)      | 19.7٪ (الثاني)             |
| 31     | 29 يوليو 2017     | 10.6٪ (الثامن)    | 11.0٪ (الخامس)             | 9.7٪ (السابع)       | 10.9٪ (الثامن)             |
| 32     | 29 يوليو 2017     | 16.8٪ (الثاني)    | 17.0٪ (الثاني)             | 15.8٪ (الثاني)      | 17.2٪ (الثاني)             |
| 33     | 5 أغسطس 2017      | 10.1٪ (الخامس)    | 10.2٪ (الخامس)             | 10.5٪ (الخامس)      | 11.2٪ (الرابع)             |
| 34     | 5 أغسطس 2017      | 16.1٪ (الثاني)    | 16.0٪ (الثاني)             | 17.9٪ (الثاني)      | 19.1٪ (الثاني)             |
| 35     | 12 أغسطس 2017     | 9.9٪ (السادس)     | 10.5٪ (الخامس)             | 10.2٪ (الرابع)      | 11.1٪ (الرابع)             |
| 36     | 12 أغسطس 2017     | 16.9٪ (الثاني)    | 17.3٪ (الثاني)             | 17.6٪ (الثاني)      | 18.5٪ (الثاني)             |
| 37     | 19 أغسطس 2017     | 10.4٪ (الخامس)    | 11.0٪ (الخامس)             | 12.4٪ (الرابع)      | 13.3٪ (الرابع)             |
| 38     | 19 أغسطس 2017     | 18.3٪ (الثاني)    | 19.4٪ (الثاني)             | 19.5٪ (الثاني)      | 21.0٪ (الثاني)             |
| 39     | 26 أغسطس 2017     | 11.3٪ (الرابع)    | 12.5٪ (الرابع)             | 10.9٪ (الخامس)      | 11.9٪ (الرابع)             |
| 40     | 26 أغسطس 2017     | 18.3٪ (الثاني)    | 19.1٪ (الثاني)             | 19.0٪ (الثاني)      | 20.3٪ (الثاني)             |
| 41     | 2 سبتمبر 2017     | 10.9٪ (الخامس)    | 12.1٪ (الخامس)             | 12.0٪ (الخامس)      | 13.4٪ (الخامس)             |
| 42     | 2 سبتمبر 2017     | 16.5٪ (الرابع)    | 17.6٪ (الثالث)             | 17.7٪ (الرابع)      | 19.4٪ (الرابع)             |
| 43     | 2 سبتمبر 2017     | 17.2٪ (الثالث)    | 18.2٪ (الثاني)             | 18.4٪ (الثالث)      | 19.9٪ (الثاني)             |
| 44     | 2 سبتمبر 2017     | 18.3٪ (الثاني)    | 18.6٪ (الأول)              | 19.3٪ (الثاني)      | 20.8٪ (الأول)              |
| 45     | 9 سبتمبر 2017     | 8.7٪ (الثامن)     | 10.0٪ (الخامس)             | 9.7٪ (الثامن)       | 11.3٪ (السادس)             |
| 46     | 9 سبتمبر 2017     | 16.9٪ (الرابع)    | 17.8٪ (الرابع)             | 17.7٪ (الرابع)      | 19.1٪ (الرابع)             |
| 47     | 9 سبتمبر 2017     | 18.3٪ (الثالث)    | 18.8٪ (الثالث)             | 19.6٪ (الثالث)      | 20.9٪ (الثالث)             |
| 48     | 9 سبتمبر 2017     | 19.7٪ (الثاني)    | 20.0٪ (الأول)              | 21.1٪ (الثاني)      | 22.3٪ (الأول)              |
| 49     | 16 سبتمبر 2017    | 11.8٪ (الخامس)    | 13.5٪ (الخامس)             | 12.0٪ (الخامس)      | 13.2٪ (الخامس)             |
| 50     | 16 سبتمبر 2017    | 18.8٪ (الرابع)    | 19.6٪ (الرابع)             | 19.4٪ (الرابع)      | 20.5٪ (الرابع)             |
| 51     | 16 سبتمبر 2017    | 19.8٪ (الثالث)    | 19.8٪ (الثالث)             | 20.5٪ (الثالث)      | 20.7٪ (الثالث)             |
| 52     | 16 سبتمبر 2017    | 20.2٪ (الثاني)    | 20.6٪ (الثاني)             | 20.9٪ (الثاني)      | 22.0٪ (الثاني)             |
| 53     | 23 سبتمبر 2017    | 10.7٪ (السادس)    | 11.7٪ (الخامس)             | 10.2٪ (السادس)      | 10.7٪ (السادس)             |
| 54     | 23 سبتمبر 2017    | 17.8٪ (الرابع)    | 18.8٪ (الرابع)             | 18.1٪ (الرابع)      | 18.8٪ (الرابع)             |
| 55     | 23 سبتمبر 2017    | 20.4٪ (الثالث)    | 21.7٪ (الثالث)             | 20.4٪ (الثالث)      | 21.5٪ (الثاني)             |
| 56     | 23 سبتمبر 2017    | 21.0٪ (الثاني)    | 22.4٪ (الأول)              | 20.5٪ (الثاني)      | 21.5٪ (الثاني)             |
| 57     | 30 سبتمبر 2017    | 13.0٪ (الخامس)    | 14.5٪ (الخامس)             | 12.8٪ (الخامس)      | 13.8٪ (الخامس)             |
| 58     | 30 سبتمبر 2017    | 19.0٪ (الرابع)    | 20.1٪ (الرابع)             | 19.1٪ (الرابع)      | 20.2٪ (الرابع)             |
| 59     | 30 سبتمبر 2017    | 20.5٪ (الثالث)    | 21.7٪ (الثاني)             | 21.1٪ (الثالث)      | 22.0٪ (الثالث)             |
| 60     | 30 سبتمبر 2017    | 20.8٪ (الثاني)    | 22.4٪ (الأول)              | 21.2٪ (الثاني)      | 22.5٪ (الثاني)             |
| 61     | 7 أكتوبر 2017     | 7.4٪ (العاشر)     | 8.8٪ (الثامن)              | 8.2٪ (الحادي عشر)   | 9.3٪ (8)                   |
| 62     | 7 أكتوبر 2017     | 17.9٪ (الرابع)    | 18.5٪ (الرابع)             | 18.5٪ (الرابع)      | 20.2٪ (الرابع)             |
| 63     | 7 أكتوبر 2017     | 20.0٪ (الثالث)    | 20.7٪ (الثاني)             | 20.4٪ (الثالث)      | 21.8٪ (الثالث)             |
| 64     | 7 أكتوبر 2017     | 22.1٪ (الثاني)    | 22.6٪ (الأول)              | 22.6٪ (الثاني)      | 23.8٪ (الثاني)             |
| 65     | 14 أكتوبر 2017    | 12.9٪ (الخامس)    | 15.0٪ (الخامس)             | 13.6٪ (الخامس)      | 15.1٪ (الخامس)             |
| 66     | 14 أكتوبر 2017    | 20.5٪ (الرابع)    | 22.6٪ (الرابع)             | 21.3٪ (الرابع)      | 23.1٪ (الرابع)             |
| 67     | 14 أكتوبر 2017    | 23.5٪ (الثاني)    | 24.4٪ (الأول)              | 23.5٪ (الثالث)      | 24.3٪ (الثالث)             |
| 68     | 14 أكتوبر 2017    | 23.3٪ (الثالث)    | 23.7٪ (الثاني)             | 24.0٪ (الثاني)      | 24.8٪ (الثاني)             |
| معدل   | معدل              | 13.4٪             | 14.3٪                      | 18.6٪               | 15.0٪                      |

## الموسيقى التصويرية
| تاريخ الاصدار | تاريخ الاصدار               | 14 أكتوبر 2017        |
| الرقم         | الملحن                      | عنوان                 |
| ------------- | --------------------------- | --------------------- |
| 09            | ها جيون يونغ ، فيري بيري    | 언니는 살아있다       |
| 10            | ها جين يونغ ، بيون دونغ ووك | Secret Truth          |
| 11            | ها جين يونغ ، بيون دونغ ووك | Karma                 |
| 12            | ها جين يونغ ، بيون دونغ ووك | Into Flames           |
| 13            | ها جين يونغ ، بيون دونغ ووك | Sadly Ever After      |
| 14            | ها جيون يونغ، فيري بيري     | A Sad Affair          |
| 15            | ها جيون يونغ، بيون دونغ ووك | 괜찮아 모두           |
| 16            | ها جيون يونغ، فيري بيري     | Hari's Theme          |
| 17            | ها جيون يونغ، فيري بيري     | My Happy Home         |
| 18            | ها جيون يونغ، بيون دونغ ووك | 짠돌이 아빠 된장 엄마 |

## الجوائز والترشيحات
| قائمة الجوائز والترشيحات | قائمة الجوائز والترشيحات | قائمة الجوائز والترشيحات                                  | قائمة الجوائز والترشيحات | قائمة الجوائز والترشيحات | قائمة الجوائز والترشيحات |
| السنة                    | الجائزة                  | الفئة                                                     | المستلم                  | النتيجة                  | م.                       |
| ------------------------ | ------------------------ | --------------------------------------------------------- | ------------------------ | ------------------------ | ------------------------ |
| 2017                     | جوائز اس بي اس دراما     | شخصية العام                                               | كيم دا سوم               | رُشِّح                      | [ 15 ] [ 16 ]            |
| 2017                     | جوائز اس بي اس دراما     | جائزة التميز الأعلى، ممثل في دراما يومية / نهاية الأسبوع  | سون تشانغ مين            | فوز                      | [ 15 ] [ 16 ]            |
| 2017                     | جوائز اس بي اس دراما     | جائزة التميز الأعلى، ممثلة في دراما يومية / نهاية الأسبوع | جانغ سيو هي              | فوز                      | [ 15 ] [ 16 ]            |
| 2017                     | جوائز اس بي اس دراما     | جائزة التميز، ممثل في دراما يومية / نهاية الأسبوع         | آهن ناي سانغ             | فوز                      | [ 15 ] [ 16 ]            |
| 2017                     | جوائز اس بي اس دراما     | جائزة التميز، ممثلة في دراما يومية / نهاية الأسبوع        | سون يو يون               | فوز                      | [ 15 ] [ 16 ]            |
| 2017                     | جوائز اس بي اس دراما     | أفضل ممثلة جديدة                                          | كيم دا سوم               | فوز                      | [ 15 ] [ 16 ]            |
| 2017                     | جوائز اس بي اس دراما     | أفضل ممثلة جديدة                                          | كيم جو هيون              | رُشِّح                      | [ 15 ] [ 16 ]            |
| 2017                     | جوائز اس بي اس دراما     | جائزة التمثيل الشبابي                                     | أوه آه رين               | رُشِّح                      | [ 15 ] [ 16 ]            |
| 2018                     | جوائز بيكسانغ 54 للفنون  | أفضل ممثلة جديدة                                          | كيم دا سوم               | رُشِّح                      | [ 17 ]                   |

## الإنتاج

### صناعة
في 29 مايو 2017 ، أعلنت شركة إف إن سي إنترتينمنت انها وقت عقد إنتاج مع SBS لمسلسل "فرقة الاخوات" بقيمة 14.5 مليار وون، وستتولى انتاجه اف ان سي ستوري واخراجه من قبل مخرج اس بي اس تشوي يونغ هوون. وتأليف كيم سون أوك. هذا هو تعاونهم الثاني منذ عام 2012 (خمسة اصابع). إنها أيضًا المرة الثانية التي تعمل فيها الكاتبة كيم والممثلة جانغ سيو هي معًا بعد إغراء الزوجة.
تمت قراءة النص الأول في 8 مارس 2017 في استوديوهات إس بي إس إيلسان للإنتاج، في جو يانغ، كوريا الجنوبية.

### طاقم
جو بو آه عُرض عليها تصوير دور كانغ ها ري، لكنها رفضت.

### مواقع التصوير الرئيسية
- مركز البث إس بي إس
- إس بي إس إيلسان لإنتاج قسم إستوديو بي
- إستوديو باكستر

## روابط خارجية
- الموقع الرسمي
 (بالكورية)
- فرقة الأخوات  على هانسينما
- فرقة الأخوات على موقع IMDb (الإنجليزية)
- فرقة الأخوات على موقع قاعدة بيانات الفيلم (الإنجليزية)